# Domadice
Domadice (in ungherese Dalmad) è un comune della Slovacchia facente parte del distretto di Levice, nella regione di Nitra.